# Nikolai Astrup (politiker)
 For alternative betydninger, se Nikolai Astrup. (Se også artikler, som begynder med Nikolai Astrup)
Nikolai Eivindssøn Astrup (født 12. juni 1978 i Oslo) er en norsk politiker for Høyre. Han havde tre ministerposter i Erna Solbergs regering: Fra 2018 til 2019 var han udviklingsminister, deredter Norges første digitaliseringsminister fra 2019 til 2020, og fra 2020 til 2021 var han kommunal- og moderniseringsminister der han også havde ansvar for at koordinere Norges opfølging af FN's mål for bæredygtyg udvikling.
Han har været valgt til Stortinget fra Oslo siden 2009 og var leder af Oslo Høyre fra 2012 til 2018. Astrup var næstformand i Stortingets energi- og miljøudvalg og Høyres miljøpolitiske talsperson fra 2009-2015. I 2013 blev han næstformand i Høyres parlamentariske gruppe, en position han blev genvalgt til efter valget i 2017. Fra 2016-2017 ledte han Stortingets transport- og kommunikasjonskomité. Fra 2017 til 2018 var han leder i Stortingets finansudvalg. Han var i 2013 næstformand i Europabevegelsen.
Astrup er blandt Norges mest formuende politikere, i 2014 Stortingets rigeste med en bogført formue på 257 millioner.

## Eksterne links
- Wikimedia Commons har flere filer relateret til Nikolai Astrup (politiker)